# Hungen
Hungen város Németországban, a Gießen kerületben, Közép-Hessenben. 

## Fekvése
Hungen a Giessen kerület délkeleti részén fekszik.
Hungen a város északi részén Laubachal határos, keleti részén Nidda (Wetteraukreis), délen a Wölfersheim (Wetteraukreis) és Echzell közösségekkel, nyugati városok Munzenberg (Wetteraukreis) és Lich.
Hungen várát 1383-ban említették először, majd a 15. században újabb vár épült, melyből a 18. században szép kastély alakult ki.

## Története

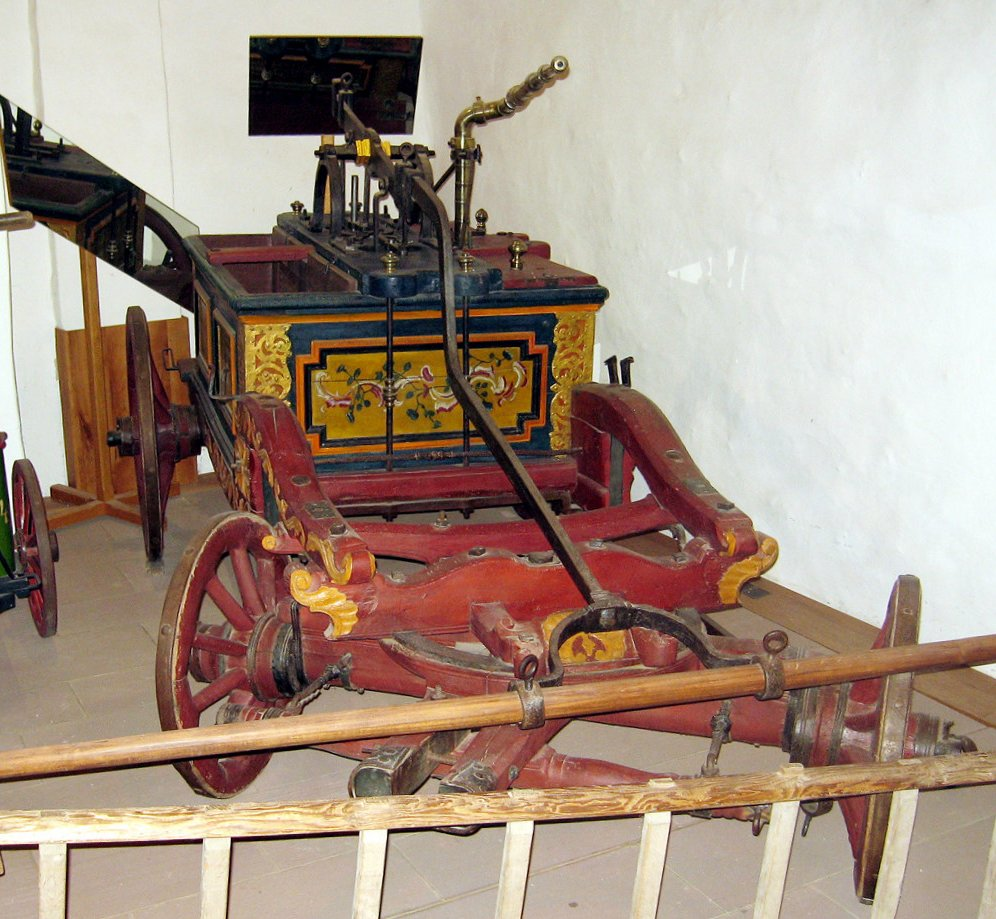

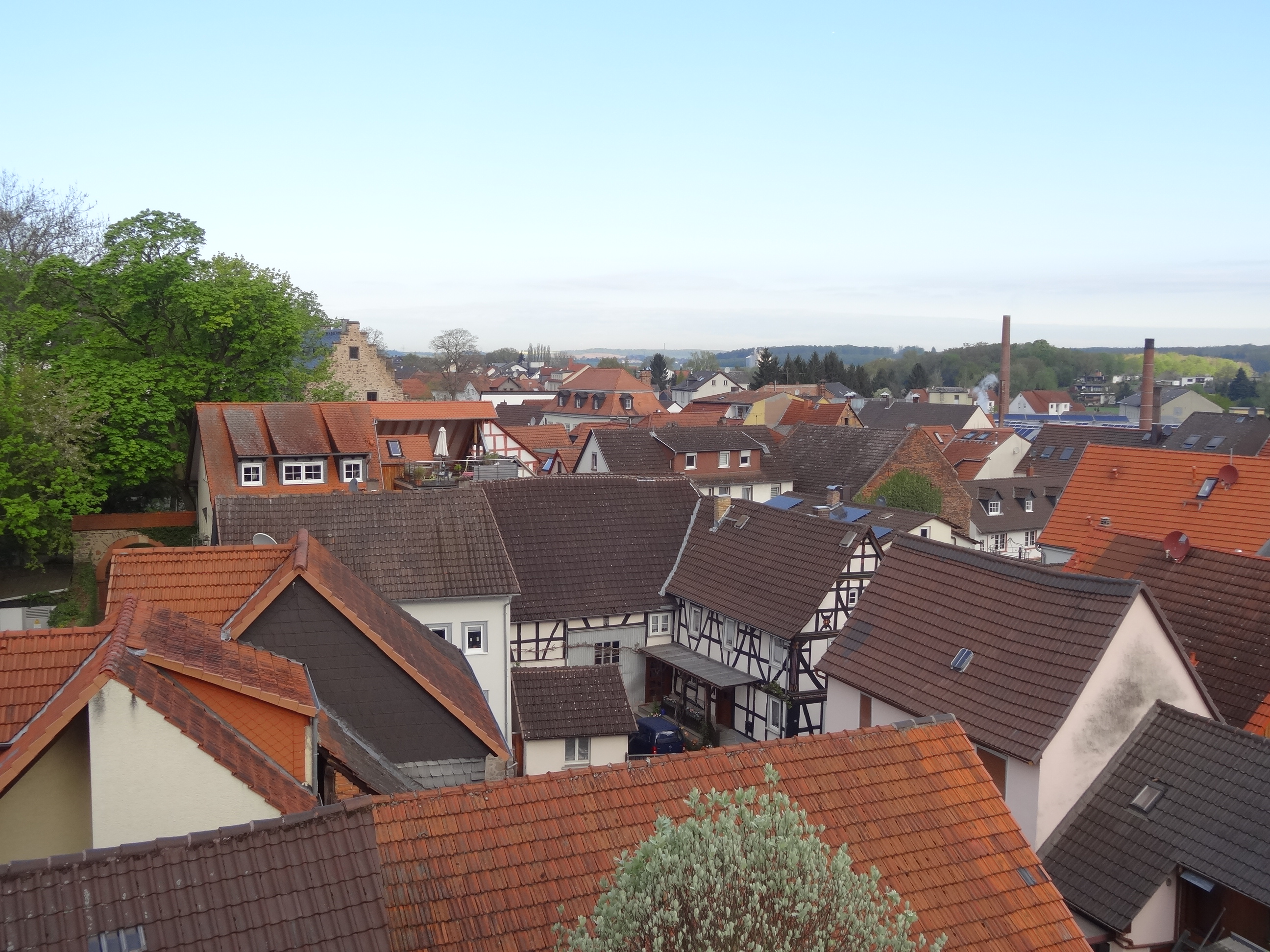

Nevét 782-ben említették először a Hersfeld-i apátsággel kapcsolatban. Később a Münzenberger kolostor végrehajtó uralma alá került. 1320-ban plébániatemplomáról tanúskodik egy adománylevél. 1361 április 20.-án IV. Károly császár városi jogokat adományozott a településnek, majd 1459-ben említették ismét, a város szabadságjogainak megerősítésekor.
A középkorban a város a Quick Hesse kereskedelmi útvonal mentén feküdt.

## Nevezetességek
- Evangélikus templom
- Szent András templom
- Kastély
- Múzeum

## Itt születtek, itt éltek
- Johann Peter Bach (1722-1780)
- Gustav Hofmann (1798-1866)
- Gustav Schlosser (1826-1890) - protestáns lelkész
- Wilhelm Crecelius (1828-1889) - német történész, tanár
- Amalie Seckbach (1870-1944) - híres műgyűjtő és nemzetközileg elismert művész
- Ketty Guttmann (1883-1967)- kommunista politikus
- Willi Ziegler (1929-2002) - paleontológus

## Galéria

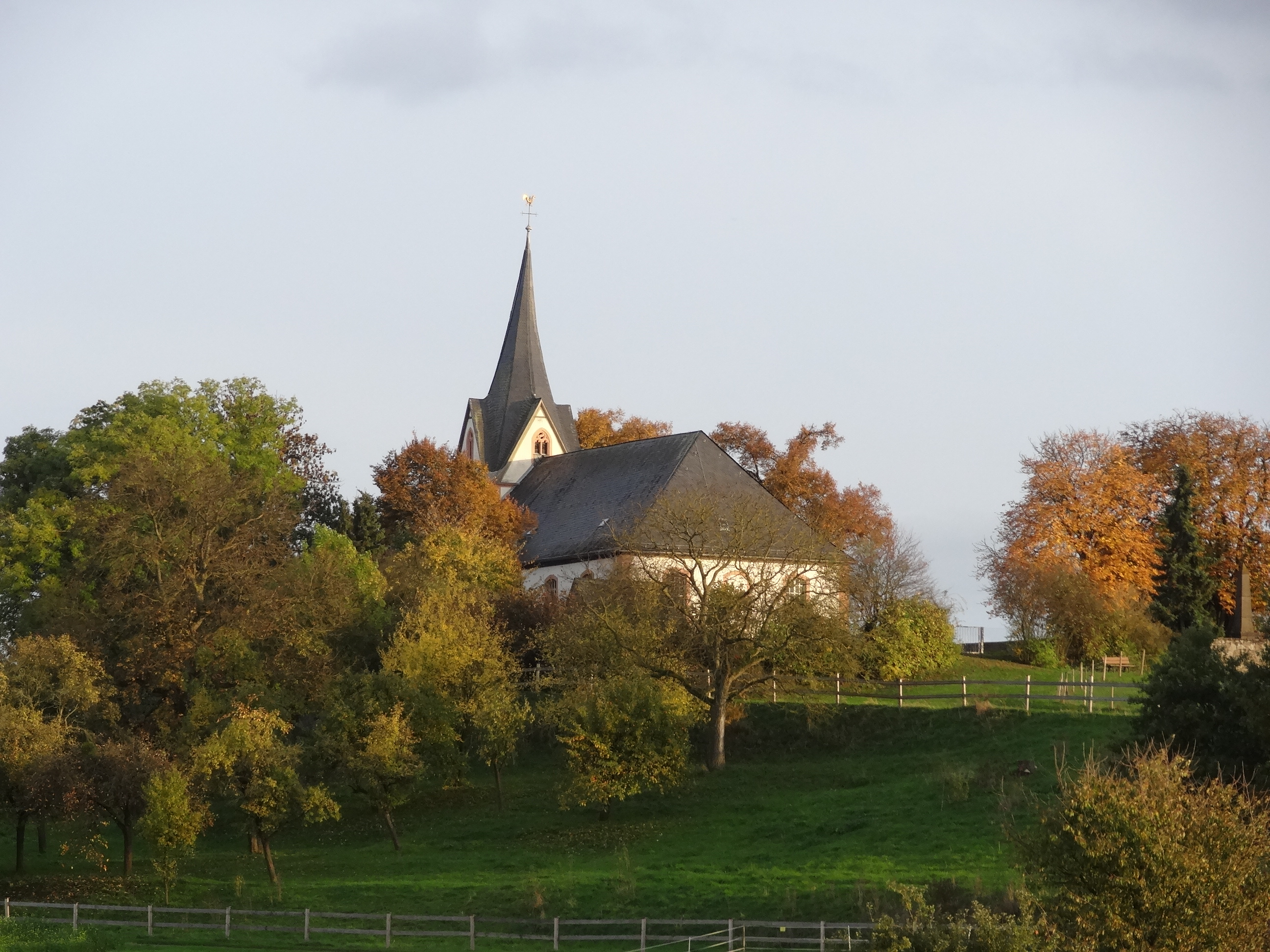
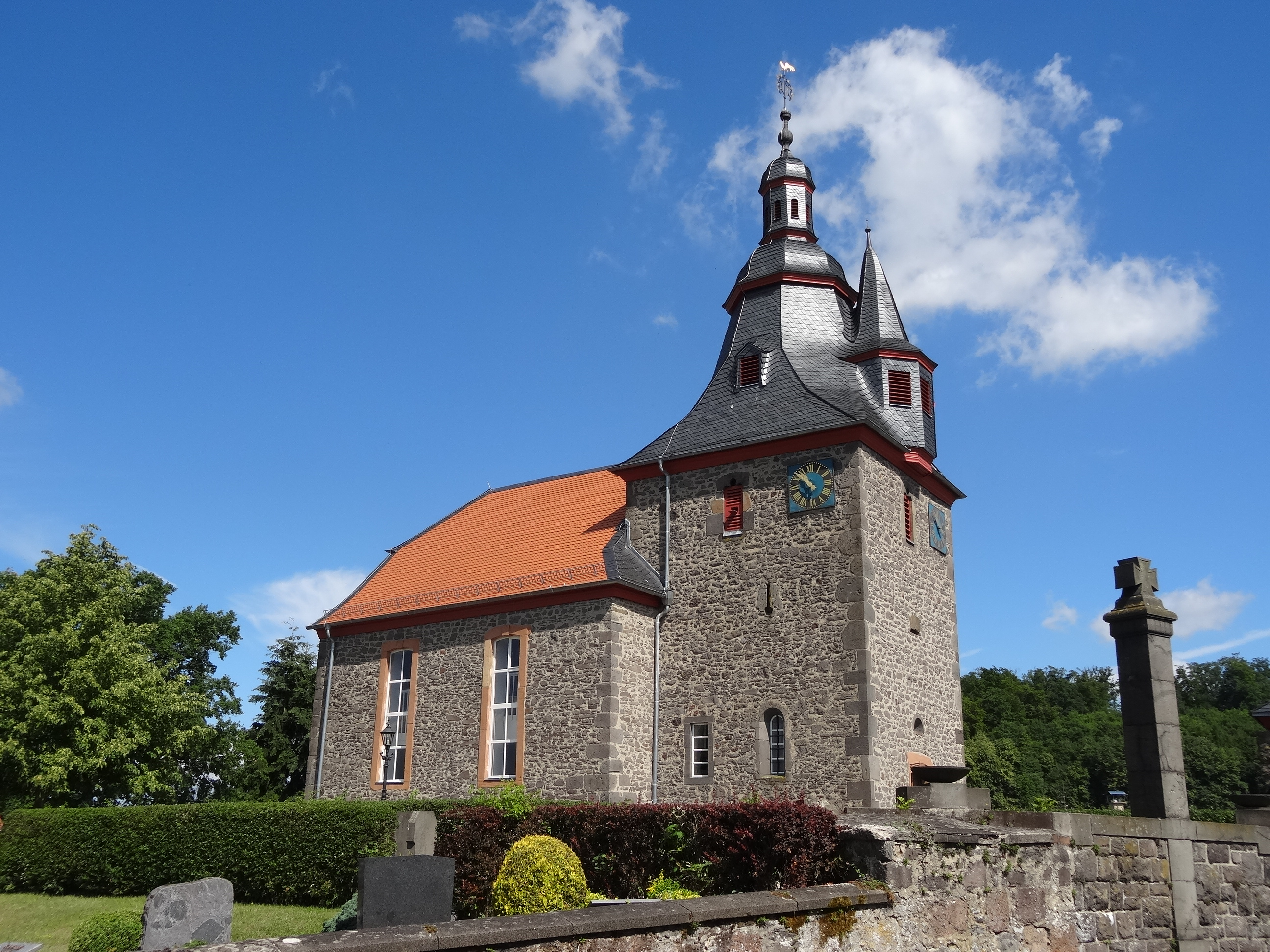
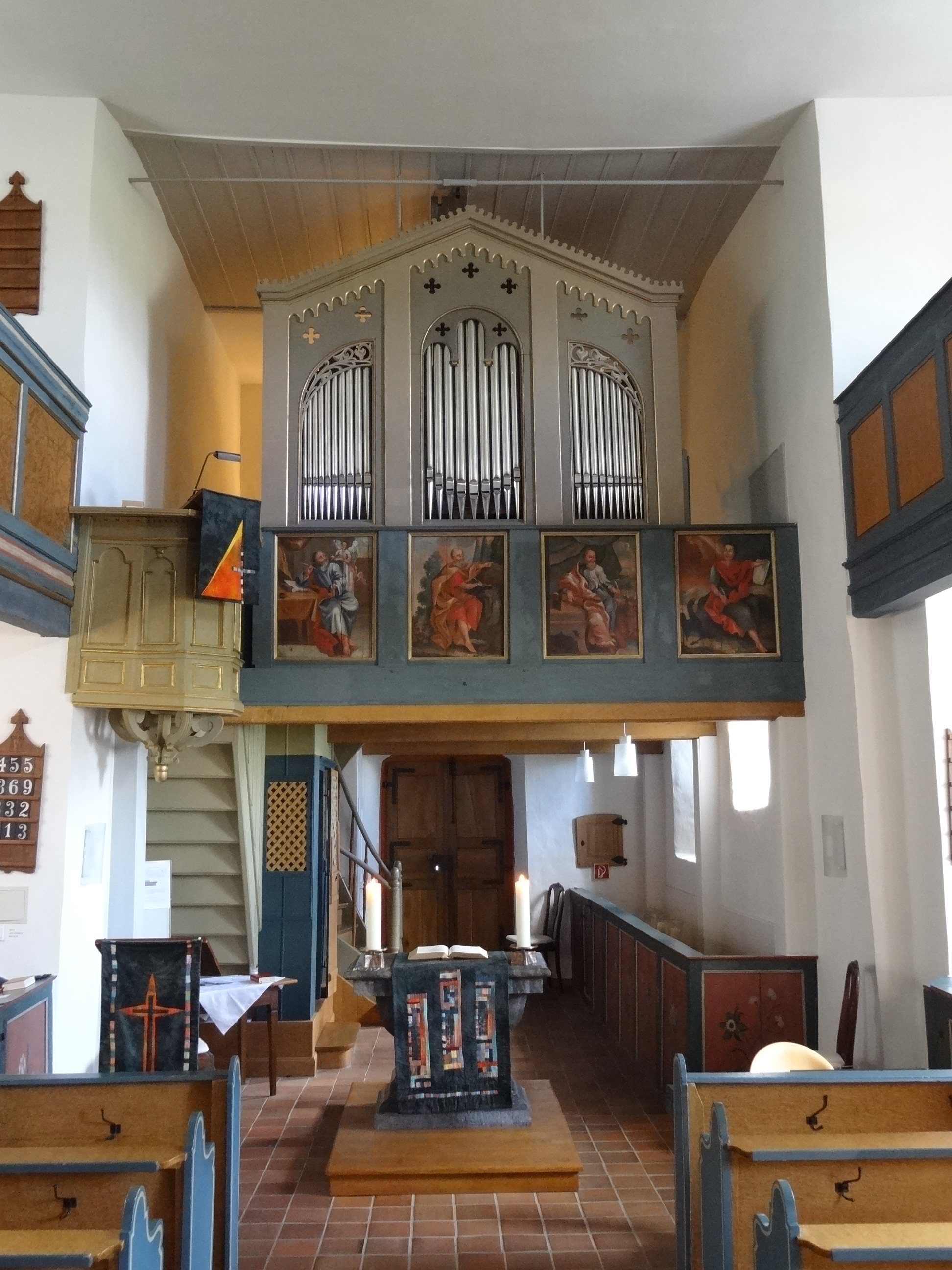
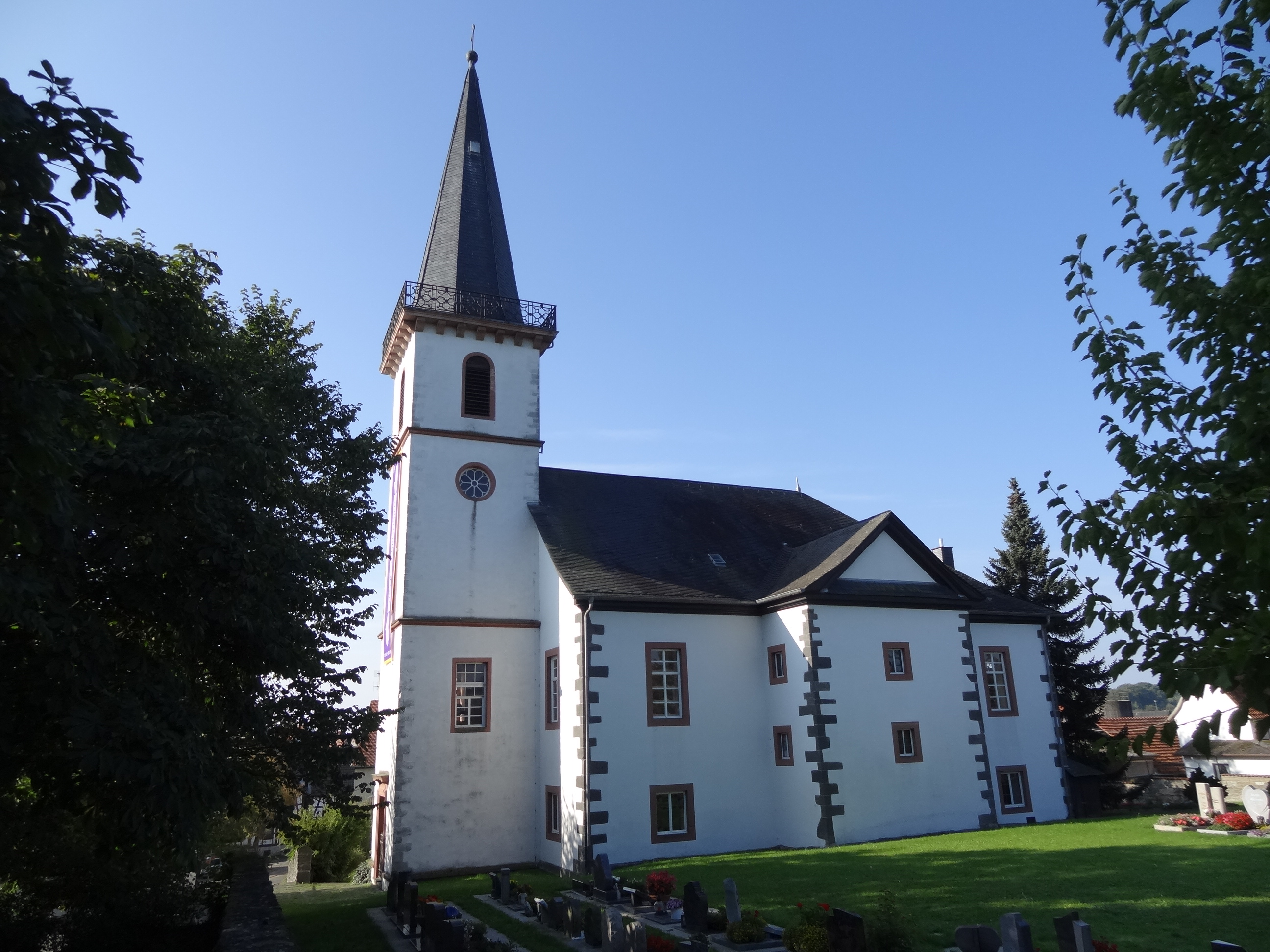
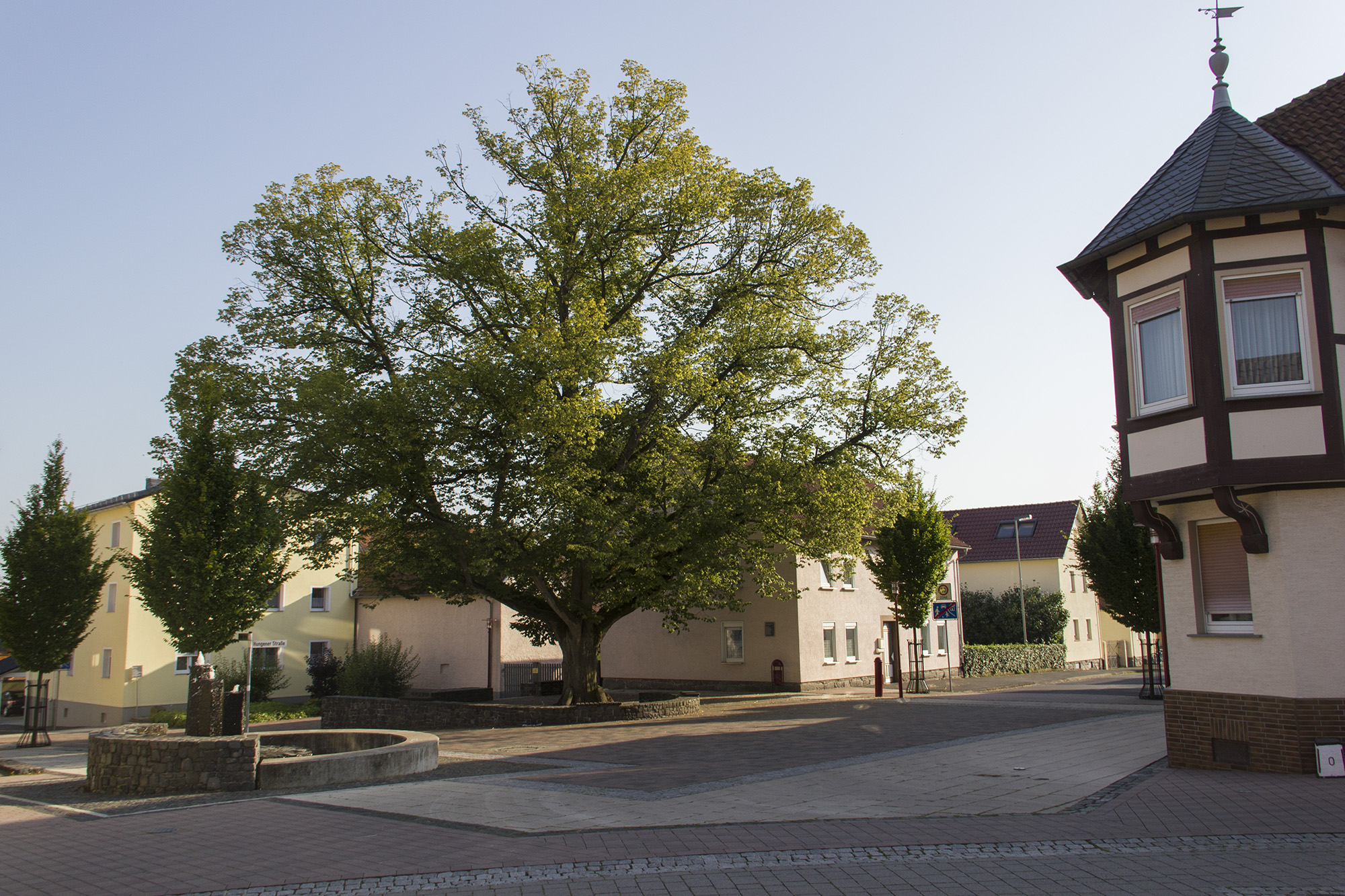
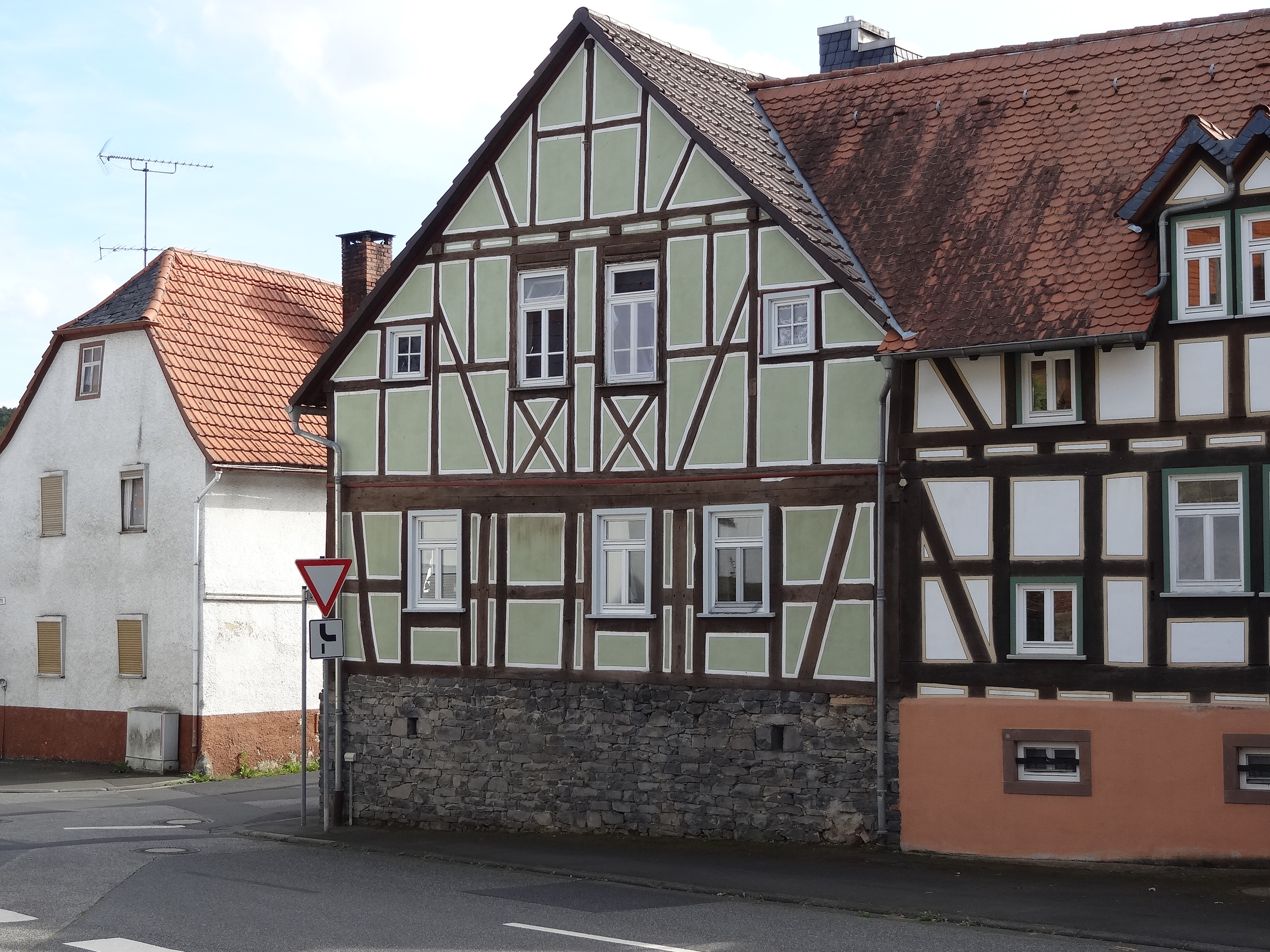